# 阿什万特·戈比内森
阿什万特·戈比内森（英語：Ashwant Gobinathan，1993年9月8日—），澳洲男子羽毛球運動員。

## 簡歷
2016年4月，阿什万特·戈比内森參加大溪地舉行的大洋洲羽毛球錦標賽，贏得男子單打冠軍。

## 主要比賽成績
只列出曾進入準決賽的國際賽事成績：
| 年份   | 賽事                         | 公開賽級別 | 項目     | 拍檔   | 成績   |
| ------ | ---------------------------- | ---------- | -------- | ------ | ------ |
| 2014年 | 大洋洲羽毛球錦標賽           | 其他       | 男子單打 | －     | 亞軍   |
| 2014年 | 大洋洲羽毛球錦標賽           | 其他       | 混合團體 | －     | 冠軍   |
| 2015年 | 大洋洲羽毛球錦標賽           | 其他       | 男子單打 | －     | 季軍   |
| 2016年 | 懷卡托羽毛球國際賽           | 未來系列賽 | 混合雙打 | 何羨儒 | 準決賽 |
| 2016年 | 大洋洲羽毛球錦標賽           | 其他       | 男子單打 | －     | 冠軍   |
| 2017年 | 努美阿羽毛球國際賽           | 國際系列賽 | 男子單打 | －     | 冠軍   |
| 2018年 | 北港羽毛球國際賽             | 未來系列賽 | 男子單打 | －     | 準決賽 |
| 2018年 | 大洋洲羽毛球男女子團體錦標賽 | 其他       | 男子團體 | －     | 冠軍   |
| 2019年 | 大洋洲羽毛球混合團體錦標賽   | 其他       | 混合團體 | －     | 冠軍   |

| 2007-2017年 | 首要超級賽 | 超級賽 | 黃金大獎賽 | 大獎賽 | 國際挑戰賽 | 國際系列賽 | 未來系列賽 | 其他 |

| 2018-2026年 | 總決賽 | 超級1000賽 | 超級750賽 | 超級500賽 | 超級300賽 | 超級100賽 | 國際挑戰賽 | 國際系列賽 | 未來系列賽 | 其他 |